# رومئوسور
رومئوسور(نام علمی: Romeosaurus) نام یک سرده از تیره موساسوریان است.